# 6049 Toda
6049 Toda è un asteroide della fascia principale. Scoperto nel 1991, presenta un'orbita caratterizzata da un semiasse maggiore pari a 2,3920664 UA e da un'eccentricità di 0,1345110, inclinata di 2,44423° rispetto all'eclittica.